# Amaranthus tamaulipensis
Amaranthus tamaulipensis är en amarantväxtart som beskrevs av James Solberg Henrickson. Amaranthus tamaulipensis ingår i släktet amaranter, och familjen amarantväxter. Inga underarter finns listade i Catalogue of Life.